# Lista odcinków serialu anime Overlord
Artykuł zawiera listę wszystkich wyemitowanych odcinków telewizyjnego serialu anime Overlord, produkowanego na podstawie light novel autorstwa Kugane Maruyamy. Seria po raz pierwszy była emitowana w Japonii na kanale AT-X od 7 lipca do 29 września 2015 z dodatkowymi emisjami na Tokyo MX, Sun TV, KBS Kyoto, TV Aichi i BS11.
Drugi sezon został przeniesiony do MBS i był emitowany od 10 stycznia do 4 kwietnia 2018. Emisja trzeciego sezonu trwała od 11 lipca do 2 października 2018.
8 maja 2021 roku ogłoszono powstanie filmu anime oraz czwartego sezonu, który emitowany był od 5 lipca do 27 września 2022.

## Przegląd sezonów
| Sezon | Odcinki | Premiera serii   | Finał serii         |
| ----- | ------- | ---------------- | ------------------- |
| 1     | 13      | 7 lipca 2015     | 29 września 2015    |
| 2     | 13      | 10 stycznia 2018 | 4 kwietnia 2018     |
| 3     | 13      | 11 lipca 2018    | 2 października 2018 |
| 4     | 13      | 5 lipca 2022     | 27 września 2022    |

## Lista odcinków

### Sezon 1 (2015)
| №  | #  | Tytuł                                   | Reżyseria            | Scenariusz     | Premiera         |
| -- | -- | --------------------------------------- | -------------------- | -------------- | ---------------- |
| 1  | 1  | Owari to hajimari (終わりと始まり)      | Kunihiro Wakabayashi | Yukie Sugawara | 7 lipca 2015     |
| 2  | 2  | Kaisō shugo-sha (階層守護者)            | Shūji Miyazaki       | Yukie Sugawara | 14 lipca 2015    |
| 3  | 3  | Karune-mura no tatakai (カルネ村の戦い) | Naoyuki Itō          | Yukie Sugawara | 21 lipca 2015    |
| 4  | 4  | Shi no shihai-sha (死の支配者)          | Masaki Matsumura     | Yukie Sugawara | 28 lipca 2015    |
| 5  | 5  | Futari no bōken-sha (二人の冒険者)      | Mihiro Yamaguchi     | Yukie Sugawara | 4 sierpnia 2015  |
| 6  | 6  | Tabiji (旅路)                           | Ryōichi Kuratani     | Yukie Sugawara | 11 sierpnia 2015 |
| 7  | 7  | Mori no ken-ō (森の賢王)                | Masayuki Ōzeki       | Yukie Sugawara | 18 sierpnia 2015 |
| 8  | 8  | Shi o kirisaku sōken (死を切り裂く双剣) | Kunihiro Wakabayashi | Yukie Sugawara | 25 sierpnia 2015 |
| 9  | 9  | Shikkoku no senshi (漆黒の戦士)         | Masaki Matsumura     | Yukie Sugawara | 1 września 2015  |
| 10 | 10 | Shinso (真祖)                           | Mihiro Yamaguchi     | Yukie Sugawara | 8 września 2015  |
| 11 | 11 | Konran to haaku (混乱と把握)            | Ryōichi Kuratani     | Yukie Sugawara | 15 września 2015 |
| 12 | 12 | Senketsu no ikusaotome (鮮血の戦乙女)   | Masaki Matsumura     | Yukie Sugawara | 22 września 2015 |
| 13 | 13 | PVN (PVN)                               | Kunihiro Wakabayashi | Yukie Sugawara | 29 września 2015 |

### Sezon 2 (2018)
| №  | #  | Tytuł                                             | Reżyseria                                   | Scenariusz                | Premiera         |
| -- | -- | ------------------------------------------------- | ------------------------------------------- | ------------------------- | ---------------- |
| 14 | 1  | Zetsubō no makuake (絶望の幕開け)                 | Tatsuya Shiraishi                           | Yukie Sugawara            | 10 stycznia 2018 |
| 15 | 2  | Tabidachi (旅立ち)                                | Naoyuki Itō Kazu Terasawa                   | Yukie Sugawara            | 17 stycznia 2018 |
| 16 | 3  | Tsudou, rizādoman (集う、蜥蜴人)                  | Hiro Soetakazu                              | Fūta Takei Yukie Sugawara | 24 stycznia 2018 |
| 17 | 4  | Shi no gunzei (死の軍勢)                          | Tatsuya Shiraishi                           | Yukie Sugawara            | 31 stycznia 2018 |
| 18 | 5  | Hyōketsu no bushin (氷結の武神)                   | Kazuaki Terasawa                            | Yukie Sugawara            | 7 lutego 2018    |
| 19 | 6  | Hirou mono, hirowa reru mono (拾う者、拾われる者) | Akiko Nakano                                | Itsuki Yokoyama           | 14 lutego 2018   |
| 20 | 7  | Aoi no bara (蒼の薔薇)                            | Kim Min Sun                                 | Yukie Sugawara            | 21 lutego 2018   |
| 21 | 8  | Shōnen no omoi (少年の思い)                       | Shinsuke Gomi                               | Satoko Sekine             | 28 lutego 2018   |
| 22 | 9  | Mai agaru hi no ko (舞い上がる火の粉)             | Motohiro Abe                                | Fūta Takei Yukie Sugawara | 7 marca 2018     |
| 23 | 10 | Ōto dōran joshō (王都動乱序章)                    | Tatsuya Shiraishi                           | Itsuki Yokoyama           | 14 marca 2018    |
| 24 | 11 | Yarudabaoto (ヤルダバオト)                        | Kazuaki Terasawa                            | Satoko Sekine             | 21 marca 2018    |
| 25 | 12 | Dōran saishū kessen (動乱最終決戦)                | Ryūta Kawahara                              | Yukie Sugawara            | 28 marca 2018    |
| 26 | 13 | Saikyō Saikō no kirifuda (最強最高の切り札)       | Masaki Matsumura Tōru Takahashi Naoyuki Itō | Yukie Sugawara            | 4 kwietnia 2018  |

### Sezon 3 (2018)
| №  | #  | Tytuł                                                                 | Reżyseria                          | Scenariusz     | Premiera            |
| -- | -- | --------------------------------------------------------------------- | ---------------------------------- | -------------- | ------------------- |
| 27 | 1  | Shihaisha no yūutsu (支配者の憂鬱)                                    | Tatsuya Shiraishi                  | Yukie Sugawara | 11 lipca 2018       |
| 28 | 2  | Karune-mura futatabi (カルネ村再び)                                   | Kazuaki Terasawa                   | Yukie Sugawara | 18 lipca 2018       |
| 29 | 3  | Enri no gekidō katsu awatadashī hibi (エンリの激動かつ慌ただしい日々) | Shigeki Awai                       | Yukie Sugawara | 25 lipca 2018       |
| 30 | 4  | Higashi no kyojin, nishi no maja (東の巨人、西の魔蛇)                 | Akiko Nakano                       | Yukie Sugawara | 1 sierpnia 2018     |
| 31 | 5  | Futari no shidō-sha (二人の指導者)                                    | Masaki Matsumura                   | Yukie Sugawara | 8 sierpnia 2018     |
| 32 | 6  | Shide~e no sasoi (死出への誘い)                                       | Kang Tai-sik                       | Yukie Sugawara | 15 sierpnia 2018    |
| 33 | 7  | Kumo ni karame rareru-chō (蜘蛛に絡められる蝶)                        | Tatsuya Shiraishi                  | Yukie Sugawara | 22 sierpnia 2018    |
| 34 | 8  | Hitonigiri no kibō (一握りの希望)                                     | Kazuaki Terasawa                   | Yukie Sugawara | 29 sierpnia 2018    |
| 35 | 9  | Zessen (戦争準備)                                                     | Akiko Nakano                       | Yukie Sugawara | 4 września 2018     |
| 36 | 10 | Sensō junbi (戦争準備)                                                | Masaki Matsumura                   | Yukie Sugawara | 11 września 2018    |
| 37 | 11 | Mōhitotsu no tatakai (もう一つの戦い)                                 | Ryūta Kawahara                     | Yukie Sugawara | 18 września 2018    |
| 38 | 12 | Dai gyakusatsu (大虐殺)                                               | Hideki Hosokawa                    | Yukie Sugawara | 25 września 2018    |
| 39 | 13 | PVP (PVP)                                                             | Tatsuya Shiraishi Kazuaki Terasawa | Yukie Sugawara | 2 października 2018 |

### Sezon 4 (2022)
| №  | #  | Tytuł                                                     | Reżyseria          | Scenariusz     | Premiera         |
| -- | -- | --------------------------------------------------------- | ------------------ | -------------- | ---------------- |
| 40 | 1  | Ainzu Ūru Goun Madō Koku (アインズ・ウール・ゴウン魔導国) | Kyōsuke Takada     | Yukie Sugawara | 5 lipca 2022     |
| 41 | 2  | Ri Esutīze Ōkoku (リ・エスティーゼ王国)                   | Yasumi Mikamoto    | Yukie Sugawara | 12 lipca 2022    |
| 42 | 3  | Baharusu Teikoku (バハルス帝国)                           | Kyōsuke Takada     | Yukie Sugawara | 19 lipca 2022    |
| 43 | 4  | Bōryaku no tōchisha (謀略の統治者)                        | Masaki Matsumura   | Yukie Sugawara | 26 lipca 2022    |
| 44 | 5  | Dowāfu no kuni o motomete (ドワーフの国を求めて)          | Masaki Matsumura   | Yukie Sugawara | 2 sierpnia 2022  |
| 45 | 6  | Semarikuru kiki (迫りくる危機)                            | Norikazu Ishigōoka | Yukie Sugawara | 9 sierpnia 2022  |
| 46 | 7  | Shimo no ryūō (霜の竜王)                                  | Kyōsuke Takada     | Yukie Sugawara | 16 sierpnia 2022 |
| 47 | 8  | Keisangai no itte (計算外の一手)                          | Yasumi Mikamoto    | Yukie Sugawara | 23 sierpnia 2022 |
| 48 | 9  | Metsubō e no hajimari (滅亡への始まり)                    | Masaki Matsumura   | Yukie Sugawara | 30 sierpnia 2022 |
| 49 | 10 | Saigo no ō (最後の王)                                     | Ryūta Kawahara     | Yukie Sugawara | 6 września 2022  |
| 50 | 11 | Harimegurasaseta wana (張り巡らされた罠)                  | Ryūta Kawahara     | Yukie Sugawara | 13 września 2022 |
| 51 | 12 | Ōto shinkō (王都侵攻)                                     | Norikazu Ishigōoka | Yukie Sugawara | 20 września 2022 |
| 52 | 13 | Mekkoku no majo (滅国の魔女)                              | Kyōsuke Takada     | Yukie Sugawara | 27 września 2022 |

### OVA
| № | Tytuł                                                                                      | Premiera         |
| - | ------------------------------------------------------------------------------------------ | ---------------- |
| 1 | Pure Pure Pureadesu – Nazarikku Saidai no Kiki (ぷれぷれぷれあです – なざりっく最大の危機) | 30 września 2018 |